# Bettie Ballhaus
Bettie Ballhaus (* 8. Februar 1978 in Frankfurt (Oder)) ist eine deutsche Fernsehmoderatorin und Nacktmodell. Ihr Markenzeichen ist ihre natürliche Oberweite von 98 cm bei einer zierlichen Körpergröße von 1,50 Metern. Im Februar 2014 ließ sie eine Brustverkleinerung durchführen.

## Werdegang
1994 absolvierte Ballhaus ein soziales Vorbereitungsjahr als Altenpflegerin, anschließend eine dreijährige Ausbildung zur Wirtschaftsassistentin. 1996 modelte sie erstmals für Dessous und trat als Striptease-Tänzerin auf. In den nächsten drei Jahren versuchte sich Ballhaus aber noch in anderen Berufen, sie war beispielsweise Altenpflegerin und arbeitete an einer Tankstelle.
2000 wagte Ballhaus einen erfolgreicheren zweiten Versuch in der Erotikbranche, unter anderem machte sie Aufnahmen für ihre eigene Website, Magazine und Kalender. In der Folge trat sie in Talkshows wie der Oliver Geissen Show, Arabella und Bärbel Schäfer sowie in Fernsehmagazinen wie Wa(h)re Liebe auf.  Später arbeitete sie bis Anfang 2008 als Quizmoderatorin im Fernsehen, unter anderem für DSF – Das Sportquiz im DSF, beim Sender 9Live und für TV Berlin.  Für den Berliner Kurier arbeitet Ballhaus als „Erotikexpertin“ und veröffentlicht dort auch erotische Lyrik. Im März 2009 nahm sie an der Fernsehsendung Big Brother teil und trat anschließend erneut in einigen Talkshows sowie Dokusoaps auf. Im September 2010 nahm Ballhaus an der Show 101 Wege aus der härtesten Show der Welt teil und gewann den Wettbewerb. Sie erhielt 25.000 €. 2013 wirkte sie neben anderen Laiendarstellern in einer Folge von Familien-Fälle mit. Im Sommer 2013 stand sie für die Pro7 Reality Show Reality Queens auf Safari vor der Kamera.
Im Oktober 2013 war Ballhaus gemeinsam mit Micaela Schäfer und Nikita Black Penthouse Pet des Monats der deutschsprachigen Ausgabe von Penthouse. Im März 2014 war Ballhaus auf dem Cover und alleiniges Pet von Penthouse. Mit Nina Kristin und Micaela Schäfer war sie 2014 Gesicht der Erotikmesse Venus Berlin.
Im Juli 2014 veröffentlichte Ballhaus die Download-Single Nie wieder Alkohol. Ab Sommer 2021 wurde eine mit dem Bergheimer Modelabel Dessendo kreierte Modekollektion unter ihrem Namen vertrieben.
Ballhaus hat sich bis heute auf den Softcore-Bereich beschränkt.
2025 nahm Ballhaus an der Sat.1 Show "Villa der Versuchung" Teil.

## Bettina, zieh Dir bitte etwas an
2008 brachte die Hamburger Hip-Hop-Gruppe Fettes Brot die Single Bettina, zieh Dir bitte etwas an auf den Markt, die teilweise als Anspielung auf Ballhaus interpretiert wurde. Das Lied erreichte Platz 3 der deutschen Charts. Ballhaus beendete nach Veröffentlichung des Songs medienwirksam ihre langjährige Tätigkeit als Moderatorin beim Deutschen Sportfernsehen. Sie behauptete aber in einem Interview, dass dies nichts mit dem Song zu tun habe.